# オレたちゴチャ・まぜっ! (第2部)
オレたちゴチャ・まぜっ!は、2014年4月5日から2015年3月28日までMBSラジオで放送されていたラジオ番組。

## 概要
同局で放送されているラジオ番組『ゴチャ・まぜっ!』が、2014年春の番組改編でリニューアルされた番組『オレたちゴチャ・まぜっ!』の1番組。前時間帯にはよゐこや吉田照美などが出演する同名の番組（第1部）が放送されていた。
MBSラジオ東京支社スタジオからの生放送番組。出演者が他の仕事との兼ね合いでスタジオに不在の場合には、電話をつないで番組エンディングまで出演。
番組スタート時の告知や第1部の番組エンディングの告知では『ロバート・敦士のオレたちゴチャ・まぜっ!』という名称が使われていた。また、公式サイトのスタジオ日記では第1部と区別するために『オレたちゴチャ・まぜっ!ore2』という名称が使われており、この「ore2」は番組メールアドレスにも使われていた。
2014年4月5日、番組放送開始。
2015年3月28日最終回を放送。

## 放送時間
土曜日3時30分 - 4時55分（金曜深夜）

## 出演者
- ロバート (秋山竜次・山本博・馬場裕之)
- 敦士[1]
- 吉木りさ
- 君島光輝[2] (palet) - 2014年4月18日からの出演

## コーナー

### オレたちのコーナー タイムアップザランキング
各出演者が考えたコーナーを順位ごとに行っていく。順位づけはリスナーからの投稿数や前週の内容を基に番組スタッフが行う。
与えられる時間は以下のとおり。1位10分・2位7分・3位5分・4位3分・5位2分・6位1分
コーナー一覧
- 放送日はあくまで暦日で表記しているため、注意のこと。

太字は現行コーナー
- 秋山のオリジナル節(ぶし)のコーナー:リスナーから募集した歌詞に秋山がオリジナルの節をつけて歌うコーナー。2014年11月8日から
  - 秋山の口ギターソロのコーナー:ギターソロがない曲に対して秋山が口でオリジナルのギターソロを披露する。2014年9月5日から11月1日まで
  - 秋山の今週のメロディーのコーナー:秋山やリスナーがオリジナルのメロディーを自作する。リスナーからは音源を募集しそのまま放送する。2014年4月12日から8月30日まで
- 馬場の新しい地獄のコーナー:オリジナルの地獄を募集する。2014年4月12日から
- 博のトキコのコーナー:山本に母親トキコの物まねで言ってほしいフレーズを募集する。2014年7月5日から
  - 博の芦田愛菜だよのコーナー:山本に芦田愛菜の物まねで言ってほしいフレーズを募集する。2014年5月31日から6月28日まで
  - 博の自作歴史クイズのコーナー:山本が歴史クイズを出題し出演者が回答する。2014年4月12日から5月24日まで
- 敦士のみんなのベスト3のコーナー:様々なジャンルのベスト3を募集する。2014年11月8日から
  - 敦士のいいなあーのコーナー:吉木と君島が「いいなぁー」と言いたくなるシチュエーションを募集する。2014年7月19日から11月1日まで
  - 敦士のかまちょのコーナー:よゐこ有野からの無茶ブリで生まれた敦士の一発ギャグ「かまちょかまちょ」の使い方を募集する。2014年5月24日から7月12日まで
  - 敦士の俗世界遺産のコーナー:世界遺産に登録したい俗世間の場所や物事を募集する。2014年4月12日から5月17日まで
- 吉木りさのどこまで叫べるかなのコーナー:リスナーと電話を繋ぎ、好きなことを叫んでもらう。2014年12月13日から
  - 吉木りさのどこまででっきるかなのコーナー:リスナーから募集した課題に出演者全員で挑戦する。2014年4月12日から12月6日まで
- みっきーのSNOW DISTANCEのコーナー:paletの曲「SNOW DISTANCE」を使った替え歌のコーナー。2014年12月13日から
  - みっきーのVICTORYのコーナー:paletの曲「VICTORY」を使った替え歌のコーナー。2014年9月13日から12月6日まで
  - みっきーのKeep on Lovin' Youのコーナー:paletの曲「Keep on Lovin' You」を使った替え歌のコーナー。2014年6月7日から9月6日まで
  - みっきーの妄想電話のコーナー:君島が妄想電話でリスナーから送られてきたシチュエーションに沿った台詞を言う。2014年4月26日から5月31日まで

### 出てこいルーキー お笑い夜明け前
週替わりで若手お笑い芸人が3分間のネタを披露。ロバート・敦士・君島が各100点計500満点で点数をつけ、最終的に1位になったタレントは翌週に番組出演し10分間が与えられる。
歴代優勝者
- シーズン1:ソフトアタッチメント - 2014年6月14日出演
- シーズン2:ネルソンズ - 2014年10月4日出演

登場芸人一覧
| シーズン1     | シーズン1            | シーズン1                              |
| 放送日        | 登場芸人             | 所属事務所                             |
| ------------- | -------------------- | -------------------------------------- |
| 2014年4月05日 | スパナペンチ         | プロダクション人力舎                   |
| 2014年4月12日 | ニューヨーク         | よしもとクリエイティブ・エージェンシー |
| 2014年4月19日 | ブルーセレブ         | プロダクション人力舎                   |
| 2014年4月26日 | ソフトアタッチメント | ワタナベエンターテインメント           |
| 2014年5月03日 | 相席スタート         | よしもとクリエイティブ・エージェンシー |
| 2014年5月10日 | 真空ジェシカ         | プロダクション人力舎                   |
| 2014年5月17日 | モグライダー         | マセキ芸能社                           |
| 2014年5月24日 | 鬼越トマホーク       | よしもとクリエイティブ・エージェンシー |
| 2014年5月31日 | S×L                  | プロダクション人力舎                   |

| シーズン2     | シーズン2        | シーズン2                              |
| 放送日        | 登場芸人         | 所属事務所                             |
| ------------- | ---------------- | -------------------------------------- |
| 2014年6月21日 | カラン           | よしもとクリエイティブ・エージェンシー |
| 2014年6月28日 | ゆにばーす       | よしもとクリエイティブ・エージェンシー |
| 2014年7月05日 | やさしいズ       | よしもとクリエイティブ・エージェンシー |
| 2014年7月12日 | サッチ           | ケイダッシュステージ                   |
| 2014年7月19日 | ぐりんぴーす     | 太田プロダクション                     |
| 2014年7月26日 | ザ☆忍者          | よしもとクリエイティブ・エージェンシー |
| 2014年8月02日 | Aマッソ          | ワタナベエンターテインメント           |
| 2014年8月09日 | エレーン         | よしもとクリエイティブ・エージェンシー |
| 2014年8月16日 | エル・カブキ     | マセキ芸能社                           |
| 2014年8月23日 | ダックス。       | よしもとクリエイティブ・エージェンシー |
| 2014年8月30日 | 顔色よろしわろし | よしもとクリエイティブ・エージェンシー |
| 2014年9月06日 | ピスタチオ       | よしもとクリエイティブ・エージェンシー |
| 2014年9月13日 | ドドん           | 浅井企画                               |
| 2014年9月20日 | ネルソンズ       | よしもとクリエイティブ・エージェンシー |
| 2014年9月27日 | ANZEN漫才        | 浅井企画                               |

シーズン3
- 2014年10月11日:ストレッチーズ - 株式会社タイズブリック
- 2014年10月18日:巨匠 - プロダクション人力舎
- 2014年10月25日:マロンフェスタ - プロダクション人力舎
- 2014年11月1日:ダイキリ - よしもとクリエイティブ・エージェンシー
- 2014年11月08日:水面 - よしもとクリエイティブ・エージェンシー
- 2014年11月15日:あっぱれ! - プロダクション人力舎
- 2014年11月22日:メイプル超合金 - サンミュージック企画
- 2014年11月29日:サンシャイン - よしもとクリエイティブ・エージェンシー
- 2014年12月06日:テゴネハンバーグ - よしもとクリエイティブ・エージェンシー
- 2014年12月13日:タイムボム - サンミュージック企画
- 2014年12月20日:フレミング - よしもとクリエイティブ・エージェンシー
- 2014年12月27日:さくらエビ - プロダクション人力舎
- 2015年1月10日:ベーコン - よしもとクリエイティブ・エージェンシー
- 2015年1月17日:カミナリ - グレープカンパニー
- 2015年1月24日:永野 - グレープカンパニー
- 2015年1月31日:ぽ〜くちょっぷ - サンミュージック企画
- 2015年2月07日:あわよくば - よしもとクリエイティブ・エージェンシー
- 2015年2月14日:ラフレクラン - よしもとクリエイティブ・エージェンシー

## 公開イベント
- 『アッパレエビ中!ゴチャまぜ祭 in ナガシマスパーランド』

2014年5月31日、ナガシマスパーランドにて公開録音、2014年8月19日の『エビ中☆なんやねん』で放送。
出演
よゐこ、TKO、私立恵比寿中学、NON STYLE、君島光輝、武田紗季、palet
- 『アッパレオレたちゴチャ祭 〜万博からやってまーす〜』

2014年9月13日、大阪万博記念公園『万博へGO! with MBS2014』内で公開生放送・公開録音
出演
おのののか、次長課長、TKO、中村アン、桜井裕美、ラブリ、石原夏織、ロバート、敦士、吉木りさ、palet、NON STYLE、南かおり、U.K.
- 『アッパレオレたちゴチャ祭 〜万博からやってまーす〜』

2014年9月14日、大阪万博記念公園『万博へGO! with MBS2014』内で公開生放送・公開録音
出演
千原ジュニア、桂三度、森崎友紀、ケンドーコバヤシ、よゐこ、吉田照美、木﨑ゆりあ、南かおり、U.K.、浜村淳、Kado Jun、LE VELVETS
- 『オレたちゴチャ・まぜっ! 〜集まれ韓国やってまーす〜』

2014年10月11日、韓国ソウルで「ゴチャ・まぜっ! 懇親会」および公開生放送（参加者はパックツアー申込み）
出演
加藤浩次、有野晋哉、遠藤章造、平成ノブシコブシ、早川真理恵
- 『アッパレオレたちゴチャ祭 〜ナガシマスパーランドからやってまーす〜』

2014年11月9日、ナガシマスパーランドで公開録音。2015年1月8日の『アッパレやってまーす! 水曜日』にて放送予定。
出演
高橋みなみ、木﨑ゆりあ、小嶋真子、AKB48ナガシマ選抜（島崎遥香、横山由依、北原里英、峯岸みなみ、岡田奈々、西野未姫、向井地美音、加藤玲奈）、ケンドーコバヤシ、有野晋哉、クロちゃん

## スタッフ
- プロデューサー:神津梓
- 構成:松本真一